# Skylla (princezna)

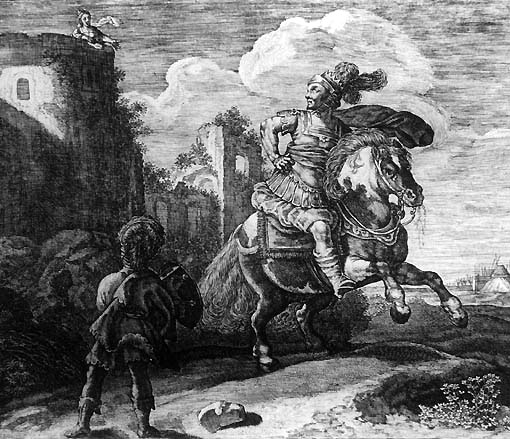
Rytina ze 17. století, na které Skylla shlíží z hradeb Megary a podléhá Mínóvě kouzlu.

Skylla je v řeckých bájích dcera krále Nísa, jenž vládl v Níse, později známé jako Megara.

## Pověst o Skylle a Mínóovi
Ve městě prý stála vysoká věž a na jejím úpatí ležel kámen, který zvonil jako lyra, když se na něj z výšky házely kamínky. Princezna Skylla na její vrcholek často chodila a bavila se házením oblázku. Když krétský král Mínós vytáhl do války proti jejímu otci a oblehl město, princezna ho spatřila z věže a zamilovala se do něj.
Ustřihla otci zlatou kadeř, symbol jeho moci, a přinesla ji Mínóovi, aby si ho získala. Mínos vstoupil do města a vyplenil jej, Nísos zemřel. Mínós se ještě téže noci vyspal se Skyllou, jak slíbil, za zradu vlastního otce ji však poté zavrhl a odplul zpět na Krétu. Skylla plavala za jeho lodí a držela se zádi, dostihl ji však orel, ve kterého se po smrti proměnil její otec Nísos, ona se polekala, pustila se a utopila.
Podle jedné verze se pak proměnila v mořského ptáka (řecky „keiris“), kterého orel neustále pronásleduje. Podle jiných verzí se proměnila v rybu stejného jména nebo ji dal Mínós utopit.

## Pozadí
Historickým pozadím mýtu je patrně spor mezi Athénami a Krétou krátce před zpustošením Knóssu kolem roku 1400 př. n. l.
Jedná se o obdobu mýtu o Pterelaovi a Kamiathó z Tafu. Podobný motiv se objevuje i v pověsti o Samsonovi a Delile a v keltských mýtech, například v irské pověsti o Kuroi, Bletchnat a Kuchulainovi či ve velšském příběhu o Llew Llawovi, Blodeuwed a Gronwovi. Podle Gravese se týká soupeření o přízeň Měsíční bohyně, které probíhá mezi posvátným králem a jeho tanistou (následnicí). Králova síla je skryta ve vlasech, které zastupují slunce, a Skylla-Kamaithó-Blodeuwedd-Blathnat-Delila je v této interpretaci Měsíční bohyně v jarní a letní podobě – na podzim se pak proměňuje v ptáka keiris  a stává se Bohyní smrti. Trest, který v závěru mýtu Skyllu postihne, je patrně pozdějším moralizujícím dodatkem.
Ovidius ztotožňuje Skyllu s její jmenovkyní, kterou Afrodita proměnila za trest v mořskou obludu, skrývající v lůnu a ve slabinách zdivočelé psy.